# Tryb ścigania
Tryby ścigania – ustalone sposoby ścigania osób podejrzanych o popełnienie określonego naruszenia w celu pociągnięcia ich do odpowiedzialności za ten czyn, a więc inicjowania postępowania, które ma doprowadzić do wymierzenia sprawiedliwości. Tryby ścigania to porządek wszczynania i prowadzenia postępowania co do konkretnych przestępstw i wykroczeń.

## Ściganie z oskarżenia publicznego
Przestępstwo albo wykroczenie skierowane jest przeciwko państwu, a kara jest odpowiedzią państwa. Tym samym odbywa się ono z urzędu bez względu na życzenie czy niezależnie od zgody lub woli pokrzywdzonego. Tryb ścigania z oskarżenia publicznego obejmuje w większości przestępstwa wymienione w kodeksie karnym i w ustawach szczególnych. Niezależnie od woli pokrzywdzonego uzyskanie informacji o podejrzeniu popełnienia przestępstwa ściganego z urzędu uprawnia organ do wszczęcia postępowania. Jeżeli ustawa milczy na temat ścigania, przestępstwa ścigane są z oskarżenia publicznego.

### Tryb bezwarunkowy przestępstw i wykroczeń ściganych z urzędu
Przez tryb bezwarunkowy należy rozumieć wszczęcie postępowania przygotowawczego z urzędu, niezależnie od woli innych podmiotów.

### Tryb warunkowy przestępstw i wykroczeń ściganych z urzędu
Tryb warunkowy jest stosowany, kiedy wymagana jest zgoda innego podmiotu na wszczęcie postępowania. Dzieli się on na wnioskowy, co oznacza, że konieczny jest wniosek o ściganie. Przestępstwa ścigane na wniosek dzielą się na przestępstwa bezwzględnie i względnie wnioskowe. Przestępstwami bezwzględnie wnioskowymi są te, których ściganie uzależnione jest od złożenia wniosku, nieistotne jest tu, kto jest sprawcą przestępstwa (np. groźba karalna), natomiast przestępstwa względnie wnioskowe ścigane są na wniosek tylko wtedy, kiedy popełnienia je określona osoba (np. kradzież). Według Stanisława Waltosia dyrektywa ścigania z urzędu, w myśl której organ procesowy wszczyna i prowadzi postępowanie niezależnie od czyjejkolwiek skargi, doznaje istotnego ograniczenia między innymi w postaci instytucji ścigania na wniosek.

## Ściganie z oskarżenia prywatnego
W sprawach z oskarżenia prywatnego postępowanie wszczyna się z chwilą złożenia przez pokrzywdzonego prywatnego aktu oskarżenia. Pokrzywdzony staje się oskarżycielem prywatnym. Przestępstwa z oskarżenia prywatnego zawarte w kodeksie karnym dotyczą zniesławienia (art. 212 § 1 i 2 k.k.), zniewagi (art. 216 § 1 i 2 k.k.), naruszenia nietykalności cielesnej (art. 217 § 1 k.k.), spowodowania lekkich obrażeń ciała (art. 157 § 2 i 3 w zw. z 2 k.k.).

## Oskarżyciel publiczny a oskarżyciel prywatny
Zgodnie z kodeksem postępowania karnego:
- oskarżycielem publicznym przed wszystkimi sądami jest prokurator (art. 45 § 1),
- inny organ państwowy może być oskarżycielem publicznym z mocy szczególnych przepisów ustawy, określających zakres jego działania (art. 45 § 2).

Oskarżyciel publiczny ma doprowadzić do sprawiedliwego ukarania osoby winnej popełnienia przestępstwa, na nim ciąży udowodnienie sprawstwa i winy oskarżonemu. Jego udział w rozprawie jest obowiązkowy, chyba że ustawa stanowi inaczej. Oskarżyciel publiczny to strona postępowania, która nie reprezentuje w nim swojego prywatnego interesu, lecz interes publiczny będący jego własnym interesem. Oskarżyciel publiczny jest jedyną stroną czynną, która może wnosić środki odwoławcze również na korzyść oskarżonego.
Aby stać się oskarżycielem prywatnym, należy wnieść skargę prywatną, złożyć oświadczenie o przyłączeniu się do wszczętego już przez innego pokrzywdzonego postępowania prywatnoskargowego, oświadczenie o podtrzymaniu oskarżenia wniesionego uprzednio przez prokuratora, od którego ten ostatni odstąpił, jako prywatnego, złożenie oświadczenia o wstąpieniu w prawa zmarłego oskarżyciela prywatnego.
Oskarżyciel prywatny musi zebrać materiał dowodowy we własnym zakresie, złożyć prywatny akt oskarżenia, a także popierać go przed sądem.
- Pokrzywdzony może jako oskarżyciel prywatny wnosić i popierać oskarżenie o przestępstwa ścigane z oskarżenia prywatnego (art. 59 § 2 KPK)[9].
- W sprawach o przestępstwa ścigane z oskarżenia prywatnego prokurator wszczyna postępowanie albo wstępuje do postępowania już wszczętego, jeżeli wymaga tego interes społeczny (art. 60 § 1 KPK)[9].
- Jeżeli czyn prywatnoskargowy ma charakter chuligański, można prowadzić postępowanie przyspieszone w jego sprawie (art. 517b § 2 KPK)[10].
- W sprawach karnych żołnierzy przestępstwo ścigane z oskarżenia prywatnego staje się z chwilą złożenia skargi przez pokrzywdzonego przestępstwem ściganym z urzędu (art. 661 § 1 KPK)[10].